# Einjährig-Freiwilliger

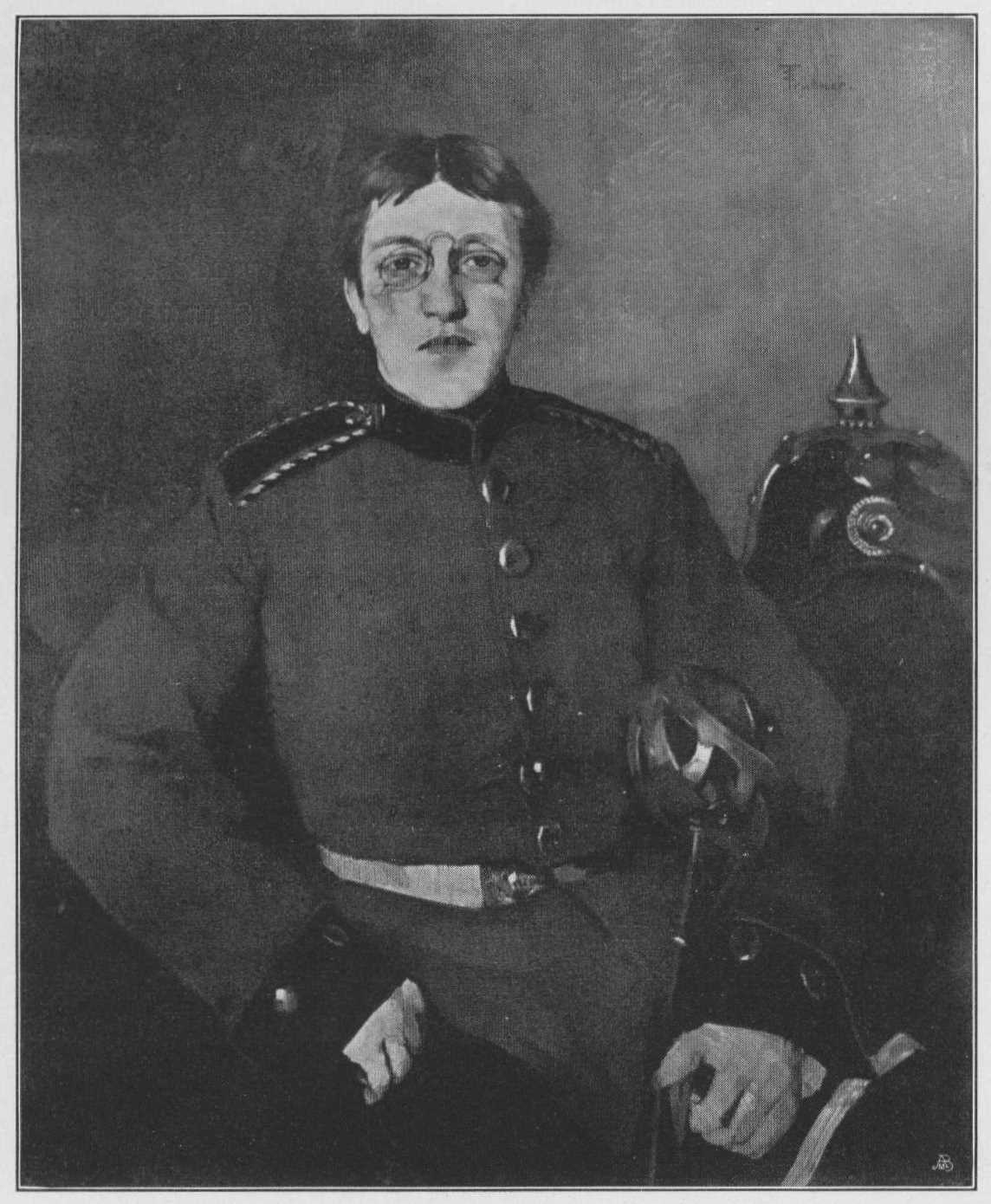
Bildnis eines Einjährigen, Gemälde von Wilhelm Trübner, 1874–75

Einjährig-Freiwillige (EF) waren (zuerst in Preußen eingeführte) Wehrpflichtige mit höherem Schulabschluss (Obersekundareife), die nach freiwilliger Meldung einen Wehrdienst in einem Truppenteil ihrer Wahl als Präsenzdienst ableisteten. Sie konnten damit ihre Dienstzeit um zwei Jahre verkürzen und damit einen entscheidenden Vorteil für ihre spätere Karriere erzielen. Nach Abschluss der Grundausbildung konnten sie Offizier der Reserve werden.
Einjährig-Freiwillige, die zwar die Eignung zum Unteroffizier nachgewiesen hatten, aber durch die Offiziersprüfung gefallen waren, beendeten ihre Laufbahn in einem Unteroffiziersdienstgrad. In Ländern wie Preußen galt das auch für jene Selbsteinkleider, die zwar die materiellen Voraussetzungen für ein standesgemäßes Leben als Reserveoffizier erfüllten, jedoch als sozial nicht ebenbürtig galten und darum bei der Kooptation bzw. Offizierwahl scheiterten. Dazu zählten in Preußen häufig Juden, Kleingewerbetreibende und eingeschränkt auch Volksschullehrer.
Die Möglichkeit zum Dienst als Freiwilliger in den Jägerdetachements, die sich selbst einkleiden und beköstigen konnten, wurde erstmals aufgrund eines Vorschlags von Gerhard von Scharnhorst im Februar 1813 (Einführung der allgemeinen Wehrpflicht in Preußen) für Besitz- und Bildungsbürger eingeführt. Nach diesem preußischen Vorbild (s. u.) folgte 1868 die Einführung im Heer Österreich-Ungarns, der Armee Bayerns und schließlich nach der deutschen Reichsgründung 1871 im Deutschen Reich. Das Königreich Italien, die Republik Frankreich und das Russische Reich hatten ähnliche Regelungen.
Aus den Reihen der Einjährig-Freiwilligen rekrutiert das österreichische Bundesheer noch heute seine Reserveoffiziere und nutzt diesen Dienst als Möglichkeit, Kandidaten zu überprüfen, ob sie für den Fachhochschulstudiengang „Militärische Führung“ auf der Theresianischen Militärakademie in Wiener Neustadt geeignet sind.

## Preußen und Deutsches Reich
Die provisorischen Regelungen der „Verordnung über die Organisation der Landwehr“ vom 17. März 1813 wurden im „Gesetz über die Verpflichtung zum Kriegsdienste“ vom 3. September 1814 verbindlich festgelegt. Die Ausbildung in den Truppenteilen verlief in den folgenden Jahren jedoch uneinheitlich, so dass 1843 die Vorgaben von höchster Stelle nochmals präzisiert wurden. Der Einjährig-Freiwillige diente (nach den Befreiungskriegen) nur ein Jahr statt der sonst üblichen drei (Kavallerie, reitende Artillerie, Marine) oder zwei Jahre (alle übrigen Truppengattungen), musste sich aber auf eigene Kosten ausrüsten und versorgen. Nach Ableistung des Dienstjahres und zweier Militärübungen wurden die Einjährig-Freiwilligen üblicherweise zu Offizieren des Beurlaubtenstandes (Reserve) weiterbefördert (siehe unten).
Aufgrund des herrschenden Antisemitismus wurden Juden u. a. nicht zur Offiziersprüfung zugelassen oder von den Offizieren ihres Regiments nicht kooptiert. Im Jahr 1911 gab es in Preußen lediglich 21 ältere jüdische Reserveoffiziere, die vor 1885 befördert worden waren. Zwischen 1885 und 1914 gelang keinem einzigen jüdischen Anwärter der Aufstieg zum Reserveoffizier. Den meisten ungetauften Juden blieb bis zum Ende des Deutschen Kaiserreichs eine Karriere im höheren Staatsdienst, in der Justiz oder an den Universitäten verschlossen. Ein bekanntes Beispiel der Verweigerung der Offiziersprüfung ist der spätere Reichsaußenminister Walther Rathenau.
Die Österreichisch-Ungarische Monarchie und das Königreich Bayern übernahmen 1868 das Institut des Einjährig-Freiwilligen nach dem Muster der Königlich Preußischen Armee. Unter dem Eindruck der Einigungskriege orientierten sich Frankreich und Italien sowie eine Reihe weiterer europäischer Staaten ebenfalls an diesem Modell. Nach dem Ende des Norddeutschen Bundes wurde im deutschen Kaiserreich der Einjährig-Freiwilligen-Dienst vom Deutschen Heer übernommen.

### Voraussetzungen

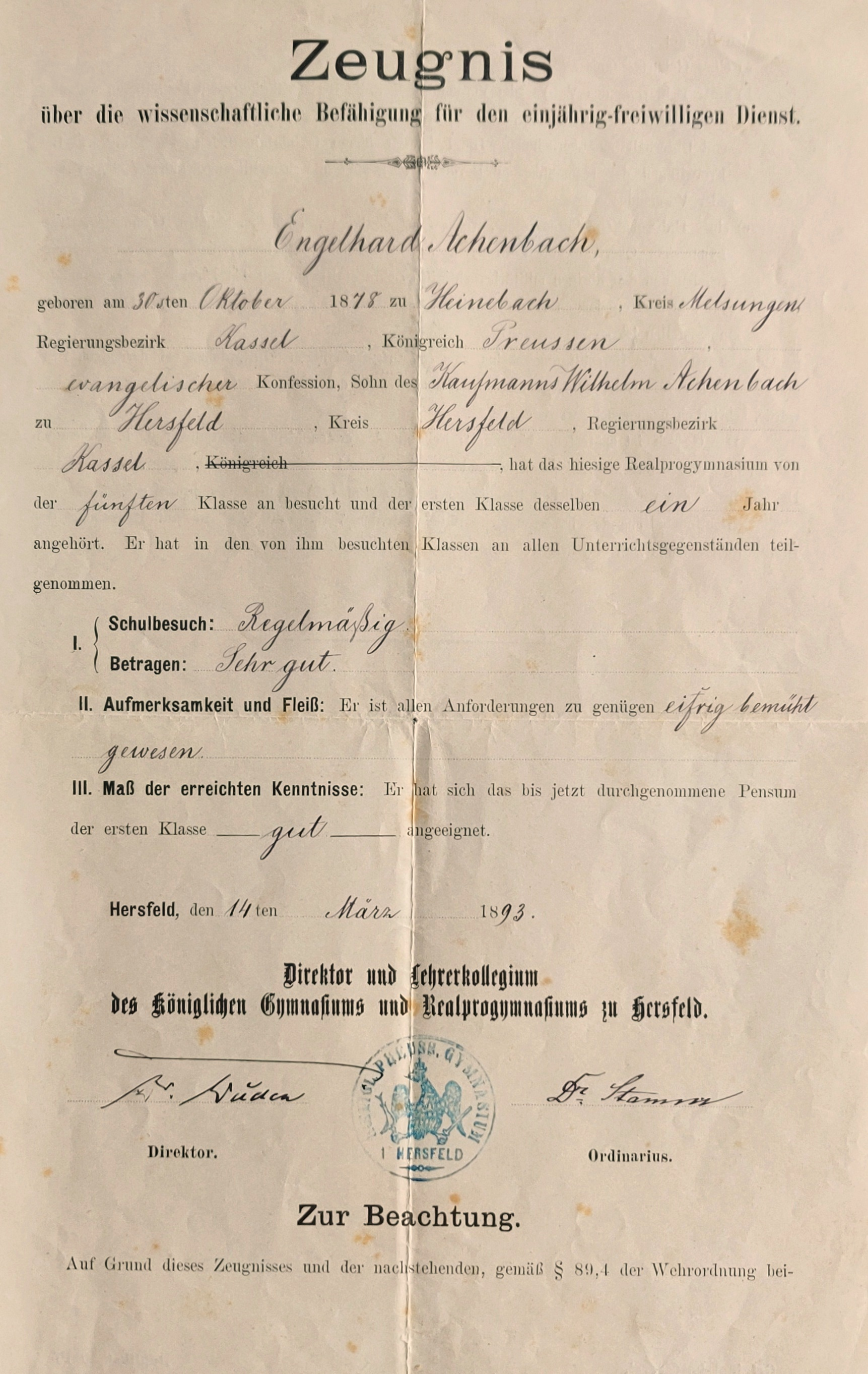
„Zeugnis über die wissenschaftliche Befähigung für den einjährig-freiwilligen Dienst“ (Mittlere Reife) aus dem Jahr 1893 mit Unterschrift von Konrad Duden

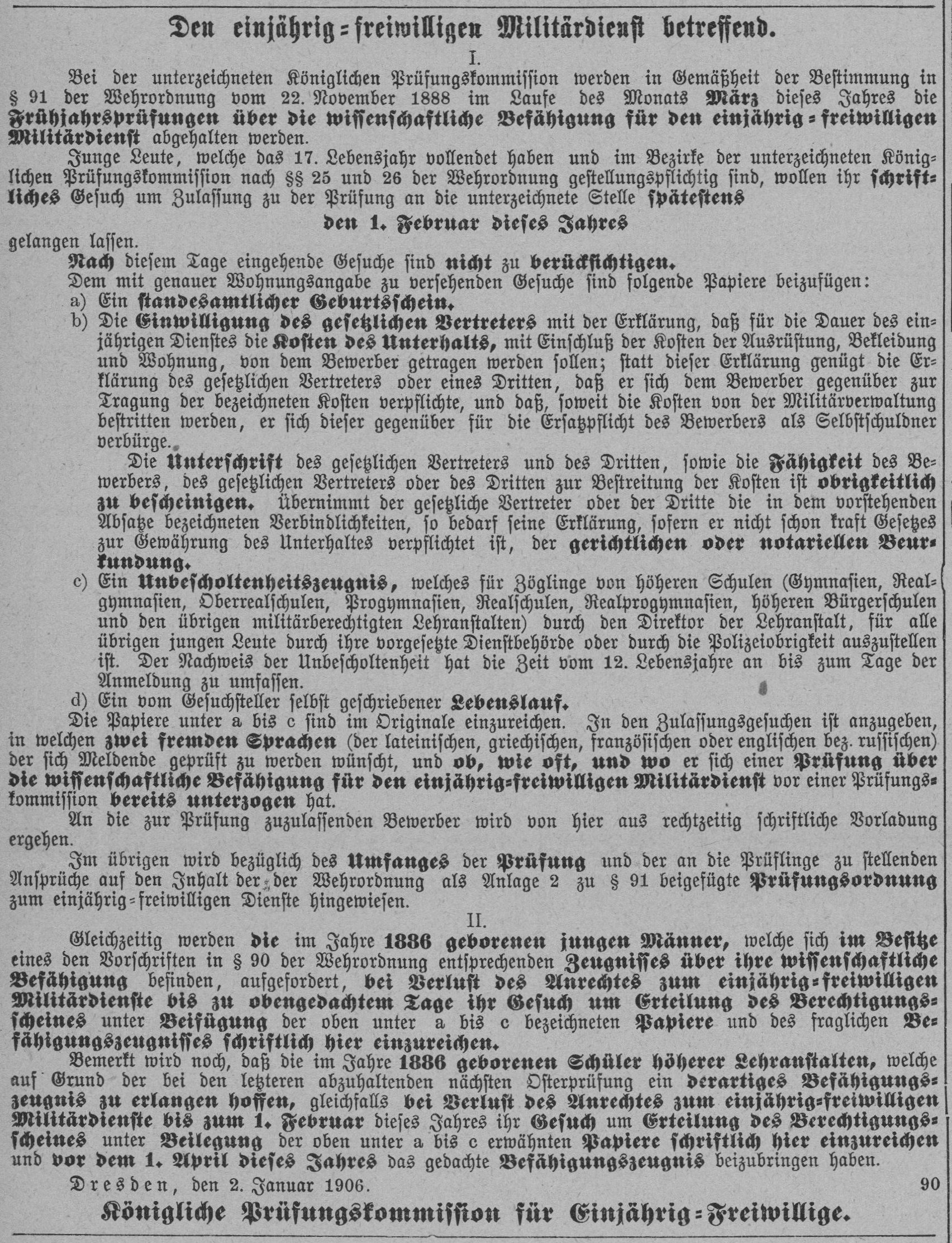
Aufruf zur Bewerbung mit Stichtag 1. Februar 1906 (Zeitungsanzeige)

Unabdingbare Voraussetzung war, dass der Anwärter die mittlere Reife (Sekundarreife) an einem Gymnasium oder (seit 1897) einer (kaufmännischen) Mittelschule erworben hatte. Aus diesem Grund wurde die Mittlere Reife lange Zeit auch als „das Einjährige“ bezeichnet. Gymnasiasten konnten sich die besagte Qualifikation quasi „ersitzen“, indem sie in die nächsthöhere Klassenstufe (die Obersekunda) versetzt wurden. Nicht-Gymnasiasten mussten indes meist ein gesondertes Examen bestehen. Eine entsprechende Prüfung konnte auch vor einer militärischen Kommission abgelegt werden.
Der Einjährig-Freiwillige musste im Frieden Unterbringung und Ausrüstung selbst bestreiten, so dass als Einjährig-Freiwillige nur Söhne aus vergleichsweise wohlhabenden Familien in Frage kamen. Für die einjährige Dienstzeit waren etwa in den 1890er Jahren je nach Waffengattung mindestens Kosten in Höhe von 2000 bis 3600 Mark aufzubringen, wobei 2000 Mark etwa dem Jahreseinkommen eines Volksschullehrers entsprachen. Bei berittenen Truppengattungen waren die Kosten am höchsten. Da die Einjährigen freien Zugang zum Offizierskasino hatten, waren aber auch wesentlich höhere Beträge möglich. Das Datum des Dienstantritts sowie die Truppengattung waren frei wählbar. Allerdings erlosch das Recht zum Einjährig-Freiwilligen-Dienst im Regelfall dann, wenn sich der Berechtigte bis zum Jahr der Vollendung seines 23. Lebensjahres nicht zum Dienstantritt gemeldet hatte (§ 14 Abs. 1 Reichsmilitärgesetz).
Finanziell mittellose Einjährig-Freiwillige, die durch außerordentlich gute Schulleistungen hervorstachen, konnten auf Antrag ausnahmsweise auf Staatskosten bekleidet und verpflegt werden. Inoffiziell auch „Königsfreiwillige“ oder „Königseinjährige“ genannt, durften sie dann jedoch nur bei den Fußtruppen Dienst leisten.
Die Berechtigung zum Dienst als Einjährig-Freiwilliger wurde nach der deutschen Wehrordnung vom 22. Juli 1901 durch Erteilung eines Berechtigungsscheines zuerkannt. Der Nachweis der wissenschaftlichen Befähigung hatte durch Schulzeugnisse oder Prüfung zu erfolgen. Diejenigen Unterrichtseinrichtungen, die gültige Zeugnisse über die wissenschaftliche Befähigung ausstellen konnten, wurden durch den Reichskanzler anerkannt und klassifiziert. Sie unterschieden sich in solche, bei denen
1. der einjährige erfolgreiche Besuch der Sekunda (zweitletzte Klasse) genügte (Gymnasien, Realgymnasien, Realschulen erster Ordnung)
2. der einjährige erfolgreiche Besuch der Prima (letzte Klasse) nötig war (Progymnasien, Realschulen zweiter Ordnung)
3. das Bestehen der Entlassungsprüfung gefordert wurde (höhere Bürgerschulen, Industrie- und Handelsschulen, Volksschullehrer-Seminare, auch höhere Privatlehranstalten)
4. besondere Bedingungen (Gewerbeschulen, Privatlehranstalten)

festgesetzt waren.
Junge Leute, die sich in einem Zweig der Wissenschaften oder der Kunst oder in einer anderen der Gesellschaft zugute kommenden Tätigkeit auszeichneten, ferner kunstfertige oder mechanische Arbeiter, die Hervorragendes leisteten, sowie zu Kunstleistungen angestellte Mitglieder landesherrlicher Bühnen durften vom Nachweis der wissenschaftlichen Befähigung entbunden werden. Sie hatten sich lediglich einer Prüfung in den Elementarkenntnissen zu unterziehen.
Nach dem Reichsmilitärgesetz vom 2. Mai 1874 verloren Einjährig-Freiwillige, die während ihrer Dienstzeit mit Versetzung in die zweite Klasse des Soldatenstandes bestraft wurden, die Eigenschaft als Einjährig-Freiwillige und den Anspruch auf Entlassung nach einjähriger Dienstzeit.

Berechtigungsschein

Wer den Berechtigungsschein zum Dienst als Einjährig-Freiwilliger erwerben wollte, hatte sich spätestens bis zum 1. Februar des ersten Militärpflichtjahres schriftlich bei der Prüfungskommission für Einjährig-Freiwillige zu melden, in deren Bezirk er gestellungspflichtig gewesen wäre. Der Meldung waren beizufügen:
- das Geburtszeugnis
- eine Erklärung des Vaters oder Vormunds über die Bereitwilligkeit, den Einjährig-Freiwilligen während der aktiven Dienstzeit zu kleiden, auszurüsten und zu unterhalten; die Fähigkeit hierzu war obrigkeitlich zu bescheinigen
- ein Unbescholtenheitszeugnis (Führungszeugnis)

Zum Nachweis der wissenschaftlichen Befähigung waren entweder
- die entsprechenden Schulzeugnisse beizufügen,
- oder zu erwähnen, dass diese nachfolgen würden (in diesem Falle blieb Zeit bis zum 1. April)
- oder es war in der Meldung das Gesuch um Zulassung zur Prüfung auszusprechen, wobei zwei Fremdsprachen (Lateinisch, Griechisch, Englisch, Französisch) anzugeben waren, in denen der sich Meldende geprüft sein wollte.

Den Einjährig-Freiwilligen stand die Wahl der Waffengattung sowie des Truppenteils frei. Seit dem 1. Oktober 1903 wurden auch bei den Maschinengewehrabteilungen Einjährig-Freiwillige aufgenommen. Der Diensteintritt fand üblicherweise am 1. Oktober statt, beim Train am 1. November, bei einzelnen durch die Generalkommandos zu bestimmenden Truppenteilen am 1. April.
Einjährig-Freiwillige, die ihren Wohnsitz außerhalb Europas hatten, durften auf ihren eigenen Wunsch hin zur Schutztruppe für Südwestafrika eingestellt werden.

#### Sonderfall Volksschullehrer
Zurückreichend auf einen kaiserlichen Beschluss vom 27. Januar 1895, sollten auch angehende Volksschullehrer, nach erfolgreichem Besuch des Ausbildungsseminars, als Einjährig-Freiwillige dienen können. In Preußen war dies bereits ab 1896 möglich, ab 1900 dann reichsweit. Den künftigen Volksschullehrern boten sich zwei Optionen: Der traditionelle, aber kostspielige Weg als Selbsteinkleider bzw. Einjährig-Freiwillige „mit Schnüren“ (als besonderen Kennzeichen an den Schulterklappen), doch mit der Möglichkeit auf Beförderung zum Reserveoffizier. Zum anderen den Verzicht auf diese Option und sofortige Einstellung als Einjährig-Freiwillige ohne weitere Prüfung, sofern das Abgangszeugnis des Volksschullehrerseminars die eigene Befähigung nachwies. In diesem Fall dienten die EF, wie alle übrigen Wehrpflichtigen, auf Staatskosten, verzichteten aber auf sämtliche Privilegien, wie etwa die Wahl von Waffengattung und Truppenteil. Ferner konnten sie nur bis zu einem Unteroffiziersdienstgrad der Reserve aufsteigen. Als sogenannte Einjährig-Freiwillige „ohne Schnüre“ trugen sie die Uniform ohne besondere Abzeichen und waren damit von den übrigen Mannschaften äußerlich nicht zu unterscheiden.

### Beförderung zum Offizier des Beurlaubtenstandes

Abzeichen der Einjährig-Freiwilligen im deutschen Heer

„EF“-Winkel (Kaiserliche Marine)

Nach dem Eintritt in das Heer wurden die „Einjährigen“ neben der Ausbildung im praktischen Dienst noch besonders unterrichtet. Laut einer Anweisung des Preußischen Kriegsministeriums vom 21. März 1843 konnten sie, nach dreimonatiger Dienstzeit, zu Vize-Unteroffizieren befördert bzw. ernannt werden. Dabei war der Dienstgrad Gefreiter zu überspringen. Sofern ihn der Chef der Kompanie oder Eskadron als geeignet betrachtete, konnte der Vize-Unteroffizier nach drei weiteren Monaten zum überzähligen Unteroffizier befördert werden und als solcher die übrigen sechs Monate seiner aktiven Dienstzeit abdienen. Abhängig vom Ergebnis der nach dem Ende der aktiven Dienstzeit anstehenden formellen Prüfung, wurde er später zum Offizier der Landwehr befördert oder zum Vize-Feldwebel bzw. Vize-Wachtmeister. Bei Nichtbestehen der Prüfung wechselte der Einjährig-Freiwillige als einfacher Unteroffizier zur Landwehr.
Das Preußische Kriegsministerium wandelte die Bestimmungen am 27. Mai 1851 dahin gehend ab, als dass die Beförderung zum Vize-Unteroffizier künftig frühestens nach sechs Monaten erfolgen konnte. Gleichzeitig wurde die Ernennung zum Unteroffizier der Reserve nur noch zum Ende der aktiven Dienstzeit möglich, nach Bestehen der Offiziersprüfung. Bei Nichtbestehen der Prüfung trat der Einjährig-Freiwillige nicht mehr als Unteroffizier, sondern als überzähliger Gefreiter zur Landwehr über.
Der Posten des Vize-Unteroffiziers wurde per AKO vom 21. April 1853 abgeschafft (gemeinsam mit dem Dienstgrad Obergefreiter). Das Preußische Kriegsministerium bestimmte am 4. Juli 1853, dass geeignete Einjährig-Freiwillige stattdessen zu überzähligen Gefreiten befördert werden konnten. Die Beförderung zum Vize-Feldwebel bzw. Vize-Wachtmeister durfte nur noch erfolgen, wenn die Schlussprüfung gleichzeitig die Eignung zum Landwehr-Offizier feststellte.
Die Rekrutierungsordnung vom 28. September 1875 (§ 19, ad 3) verwies darauf, dass Einjährig-Freiwillige, die das Avancement zum Reserveoffizier wünschten, weiterhin frühestens nach sechs Monaten zu überzähligen Gefreiten befördert werden konnten. Die Beförderung zum überzähligen Unteroffizier war inzwischen aber nach neun Dienstmonaten möglich, und nicht erst zum Ende des aktiven Militärdienstes. Diese Bestimmungen blieben bis zum Ende des deutschen Kaiserreichs in Kraft.
Nur den einjährig freiwilligen Gefreiten wurde während des zweiten Halbjahres des Präsenzdienstes eine Spezialausbildung zuteil. Die Offiziersanwärter (Offizieraspiranten) wurden am Ende des einjährigen Wehrdienstes als überzählige Unteroffiziere den Bezirkskommandos überwiesen, die übrigen Wehrpflichtigen als Gemeine mit sechsjähriger Reserveverpflichtung.
Vor der Beförderung zum Offizier des Beurlaubtenstandes (Reserve bzw. Landwehr) stand nun die erfolgreiche Teilnahme an üblicherweise zwei Militärübungen (Manövern); dieses Prozedere hatte innerhalb von zwei Jahren nach dem Ende des eigentlichen Wehrdienstes seinen Abschluss zu finden.
Nach der ersten freiwilligen Militärübung (in der Regel acht Wochen) legte der Offiziersanwärter (Aspirant) die Offiziersprüfung ab und rückte dann zum (außeretatmäßigen) Vizefeldwebel auf. Während der zweiten oder dritten mehrwöchigen Übung leistete er Offiziersdienst und wurde, nach Einwilligung des Regimentskommandeurs und nach bestandener Offizierswahl (Kooptation) durch seine Kameraden, zum Leutnant der Reserve ernannt. Der Reserveoffizier war zur Ableistung von weiteren drei bis vier Übungen von jeweils vier bis acht Wochen Dauer verpflichtet. In deren Folge war die Weiterbeförderung zum Oberleutnant möglich; der Rang eines Hauptmanns der Reserve wurde hingegen nur selten erreicht.

### Rechtliche Definition
Das Gesetz, betreffend die Verpflichtung zum Kriegsdienste des Norddeutschen Bundes vom 9. November 1867 bestimmte in § 11:

„Junge Leute von Bildung, welche sich während ihrer Dienstzeit selbst bekleiden, ausrüsten und verpflegen, und welche die gewonnenen Kenntnisse in dem vorgeschriebenen Umfange dargelegt haben, werden schon nach einer einjährigen aktiven Dienstzeit im stehenden Heere – vom Tage des Diensteintritts an gerechnet – zur Reserve beurlaubt. Sie können nach Maaßgabe ihrer Fähigkeiten und Leistungen zu Offizierstellen der Reserve und Landwehr vorgeschlagen werden.“

### Besondere Abzeichen an der Uniform
Das Abzeichen der deutschen Einjährig-Freiwilligen bestand aus einer in den Landesfarben gedrehten Wollschnur, die entlang des äußeren Rands der Schulterklappen verlief. Die Schnur wurde über das Ende des einjährigen Präsenzdienstes hinaus getragen und erst mit Beförderung zum Offizier abgelegt.
Die Einjährig-Freiwilligen der Kaiserlichen Marine trugen auf dem linken Ärmel einen Winkel in den Reichsfarben.

## Österreich-Ungarn
Siehe auch

### Voraussetzungen
Als Bewerber bei der Gemeinsamen Armee kamen alle Wehrpflichtigen mit bestandener Matura infrage; nach Beginn des Ersten Weltkriegs genügte auch die Ausübung eines bürgerlichen Berufs oder schlicht eine gehobene soziale Herkunft als Kriterium.

### Beförderung zum Offizier der Reserve
Nach einem Jahr bei der Truppe (Präsenzdienst) und Bestehen des Offizierskurses wurde der Einjährig-Freiwillige zum Leutnant der Reserve ernannt. Jährliche verpflichtende Waffenübungen von sechs bis acht Wochen vervollkommneten die Ausbildung. Mit dem Untergang der k. u. k. Monarchie 1918 fiel auch das Heeresinstitut des Einjährig-Freiwilligen weg; die Wiedereinführung erfolgte erst 1935.

### Rechtliche Definition
Die österreich-ungarische Militärordnung definierte den einjährig-freiwilligen Dienst wie folgt:

„Inländern, welche eine bestimmte wissenschaftliche Bildung nachweisen können, wird im Frieden die Begünstigung eines nur einjährigen Präsenzdienstes zuerkannt. (…) Die Institution der Einjährigen-Freiwilligen hat den Zweck, jene Wehrpflichtigen, die sich höheren Studien widmen, durch die dreijährige Präsenz-Dienstzeit nicht in einer für ihre spätere Laufbahn empfindlichen Weise zu schädigen. (…) Als Bedingung zum Eintritt als Einjährigen-Freiwilliger ist die Absolvierung einer inländischen Mittelschule oder einer dieser gleichgestellten Lehranstalt, eventuell die bei einem Truppen-Divisions-Commando abzulegende Vorprüfung in gleichem Umfange des Wissens nothwendig.“

### Besondere Abzeichen an der Uniform
Während des einjährigen Präsenzdienstes kennzeichneten die Einjährig-Freiwilligen („EF“) 1 cm breite, seidene, kaisergelbe Querborten mit einem schwarzen Mittelstreifen („Intelligenzbörtel“), die am oberen Rand der Ärmelaufschläge aufzunähen waren. Seit 1915 wurden zusätzlich je ein kleiner blanker Knopf auf den hinteren Enden der Paroli angelegt. Der sog. „EF“-Knopf oder „Hoffnungsknopf“ war hinter den Dienstgradabzeichen des Titular-Dienstgrades (z. B. Titular-Gefreiter: ein weißer sechsspitziger Stern) anzubringen. Kragenknopf und Ärmelborten wurden mit Beförderung zum Offizier abgelegt.

## Republik Österreich

### Voraussetzungen
Im österreichischen Bundesheer ist der Besitz der Hochschulreife (Matura) unabdingbare Voraussetzung, um als Einjährig-Freiwilliger dienen zu können. Im Falle einer Nachmatura (Wiederholungsprüfung der Matura im Herbst) kann trotzdem eingerückt werden, für die Prüfung wird dann eine Freistellung gewährt. Wird die Nachmatura nicht bestanden, muss der Kurs verlassen werden. Da der Ausbildungsdienst die 6 Monate des Grundwehrdienstes ersetzt, ist es notwendig, vor Antreten des Militärdienstes eine so genannte Eignungsprüfung abzuleisten. Bei dieser Eignungsprüfung wird sowohl die psychische Eignung (unterteilt in untauglich, Mannschafts-, Unteroffiziers- und Offizierstauglichkeit) im Zuge von Schlafentzug als auch die körperliche Leistungsfähigkeit, die einem Bewertungssystem nach Punkten unterliegt, überprüft. Die Eignungsprüfung ist für alle Arten von gewünschten militärischen Laufbahnen gleich, unterscheiden sich aber in der zu erreichenden Punkteanzahl.
| Körperliche Voraussetzungen (Frauen) | Körperliche Voraussetzungen (Frauen) | Körperliche Voraussetzungen (Frauen) | Körperliche Voraussetzungen (Frauen) | Körperliche Voraussetzungen (Frauen) | Körperliche Voraussetzungen (Frauen) | Körperliche Voraussetzungen (Frauen) | Körperliche Voraussetzungen (Frauen) | Körperliche Voraussetzungen (Frauen) | Körperliche Voraussetzungen (Frauen) | Körperliche Voraussetzungen (Frauen) |
| ------------------------------------ | ------------------------------------ | ------------------------------------ | ------------------------------------ | ------------------------------------ | ------------------------------------ | ------------------------------------ | ------------------------------------ | ------------------------------------ | ------------------------------------ | ------------------------------------ |
| Punkte                               | 10                                   | 9                                    | 8                                    | 7                                    | 6                                    | 5                                    | 4                                    | 3                                    | 2                                    | 1                                    |
| 2400 m-Lauf                          | <11:14                               | bis 11:27                            | bis 11:37                            | bis 11:54                            | bis 12:08                            | bis 12:21                            | bis 12:35                            | bis 13:00                            | bis 13:15                            | bis 13:30                            |
| Liegestütz                           | >25                                  | 24                                   | 22–23                                | 20–21                                | 18–19                                | 17                                   | 15–16                                | 13–14                                | 11–12                                | 9–10                                 |
| Klimmzüge (Schräghang)               | >18                                  | 17                                   | 16                                   | 15                                   | 13–14                                | 12                                   | 11                                   | 10                                   | 8–9                                  | 7                                    |
| Jump&Reach (Standhochsprung)         | >47                                  | 46                                   | 45                                   | 44                                   | 43                                   | 41–42                                | 30                                   | 38–39                                | 34–37                                | 32–33                                |

| Körperliche Voraussetzungen (Männer) | Körperliche Voraussetzungen (Männer) | Körperliche Voraussetzungen (Männer) | Körperliche Voraussetzungen (Männer) | Körperliche Voraussetzungen (Männer) | Körperliche Voraussetzungen (Männer) | Körperliche Voraussetzungen (Männer) | Körperliche Voraussetzungen (Männer) | Körperliche Voraussetzungen (Männer) | Körperliche Voraussetzungen (Männer) | Körperliche Voraussetzungen (Männer) |
| ------------------------------------ | ------------------------------------ | ------------------------------------ | ------------------------------------ | ------------------------------------ | ------------------------------------ | ------------------------------------ | ------------------------------------ | ------------------------------------ | ------------------------------------ | ------------------------------------ |
| Punkte                               | 10                                   | 9                                    | 8                                    | 7                                    | 6                                    | 5                                    | 4                                    | 3                                    | 2                                    | 1                                    |
| 2400 m-Lauf                          | <10:02                               | bis 10:21                            | bis 10:37                            | bis 10:52                            | bis 11:08                            | bis 11:24                            | bis 11:43                            | bis 12:00                            | bis 12:15                            | bis 12:30                            |
| Liegestütz                           | >41                                  | 39–40                                | 36–38                                | 33–35                                | 31–32                                | 29–30                                | 26–28                                | 23–25                                | 20–22                                | 17–19                                |
| Klimmzüge (Schräghang)               | >29                                  | 28                                   | 26–27                                | 25                                   | 23–24                                | 21–22                                | 18–20                                | 16–17                                | 14–15                                | 12–13                                |
| Jump&Reach (Standhochsprung)         | >63                                  | 62                                   | 61                                   | 59–60                                | 57–58                                | 55–56                                | 53–54                                | 50–52                                | 47–49                                | 42–46                                |

Quelle: Heerespersonalamt
Um die Prüfung zu bestehen, muss der Anwärter mindestens acht Punkte, in jeder Disziplin aber mindestens einen Punkt erreichen. Zudem wird die Schwimmfertigkeit überprüft, indem der Kandidat durchgehend 15 Minuten in einem Stil seiner Wahl schwimmen muss. Hat der Kandidat seinen Militärdienst bereits abgeleistet oder ist seine bisherige Dienstzeit länger als vier Monate, so muss er mindestens 12 Punkte erreichen.

### Eintritt in die Theresianische Militärakademie
Sämtliche Einjährig-Freiwilligen des Bundesheeres werden in eigenen EF-Kompanien zusammengefasst. Die sogenannten EF-Rekruten müssen sich während des EF Kurs 1 für eine Milizoffiziers- (MOA) oder eine Berufsoffiziers- (BOA) Ausbildung entscheiden. Der Einrückungstermin für alle Einjährig-Freiwilligen ist Anfang September, da das Ende des Ausbildungsdienstes auf den Studienbeginn auf der Theresianischen Militärakademie abgestimmt sein muss. Bei bereits abgeleistetem Wehrdienst gibt es die Möglichkeit, als sogenannter Seiteneinsteiger im Laufe der ersten Ausbildungsmonate dazuzustoßen. Im Jänner erfolgt die Trennung der BOA von den MOA und für Erstere beginnt das so genannte „Vorbereitungssemester“, in dem die nicht geeigneten Kandidaten für die 99 Plätze auf der MilAk aussortiert, während die Eignung der anderen durch kontinuierliche Belastungstests, durch die Überprüfung der Führungskompetenzen etc. festgestellt wird.

### Beförderung zum Offizier der Reserve
Bevor das österreichische Bundesheer den einjährig-freiwilligen Dienst 1964 abermals einführte, nahmen eigene Kompanien die Maturanten (Maturantenkompanien) auf.
Seit 2009 erfolgt die Beförderung zum Leutnant frühestens drei Jahre (bis dahin waren es vier Jahre) nach Beginn der Einjährig-Freiwilligen-Ausbildung – wobei es sich in der gegenwärtigen Diktion streng genommen um einen Offizier im „Milizstand“ handelt. In diesem Zeitraum sind mehrwöchige Waffenübungen, Seminare und entsprechende Prüfungen abzuleisten. Im Gegensatz zu den Berufsoffiziersanwärtern (BOA), die ihre Ausbildung an der Militärakademie mit dem Dienstgrad Fähnrich versehen, verbleiben Milizoffiziersanwärter (MOA) auf dem Dienstgrad Wachtmeister (= niedrigster Unteroffiziersgrad) und werden nach Erfüllung aller zeitlichen und fachlichen Auflagen direkt zum Leutnant befördert. Eine Weiterbeförderung als Milizoffizier ist bis zum Dienstgrad Oberst möglich, in Ausnahmen auch zum Brigadier. Voraussetzung dafür ist eine Mindestanzahl an absolvierten Truppenübungstagen in der jeweils zugewiesenen Funktion und die Ableistung verschiedener Kurse an den Akademien bzw. Waffenschulen des österreichischen Bundesheeres.

### Besondere Abzeichen an der Uniform
Im Österreichischen Bundesheer sind Einjährig Freiwillige durch einen 3 mm breiten silbernen Streifen am oberen Rand der Dienstgradabzeichen (für den Dienst- bzw. Kampfanzug) gekennzeichnet. Dieser Streifen wird allerdings nur während des ersten Jahres getragen und bei Erreichen des Dienstgrades Wachtmeister (= niedrigster Unteroffiziersgrad) abgelegt. Seit 2009 trägt der Milizoffiziersanwärter (MOA) einen 3 mm breiten goldfarbenen Streifen am oberen Rand der Dienstgradabzeichen Wachtmeister.

## Übertragene Bedeutung
Bis etwa in die 1960er Jahre wurde der Begriff „Einjährig-Freiwillige“ auch im übertragenen Sinne für kirchenferne Christen benutzt, die nur einmal im Jahr den Gottesdienst besuchten.